# 3 Cygni
3 Cygni är en gulvit stjärna i huvudserien i stjärnbilden Räven. Trots sin Flamsteed-beteckning tillhör den inte Svanens stjärnbild. Den ligger på gränsen mellan stjärnbilderna och fick byta tillhörighet vid översynen av gränser mellan stjärnbilderna år 1930 och benämns sedan bytet av stjärnbild ofta med sin HD-beteckning, HD 182807.
3 Cyg har visuell magnitud +6,19 och är knappt synlig vid god seeing. Den befinner sig på ett avstånd av ungefär 89 ljusår.